# USS Oklahoma (BB-37)
La USS Oklahoma (BB-37) è stata una nave da battaglia classe Nevada, l'unica dell'United States Navy ad essere intitolata al 46º stato degli Stati Uniti. Assieme alla sorella Nevada, fu la prima nave della marina militare statunitense ad usare come carburante il petrolio al posto del carbone.
Entrata in servizio nel 1916, l'Oklahoma partecipò alla prima guerra mondiale in forza alla 6ª divisione di battaglia, scortando i convogli Alleati nell'oceano Atlantico. A guerra terminata, dopo un periodo trascorso con la flotta del Pacifico e con la Scouting Fleet, la nave subì dei lavori di ammodernamento tra il 1927 e il 1929. Recuperò poi, nel 1936, i cittadini statunitensi bloccati in Spagna dalla guerra civile. Venne affondata dai giapponesi durante l'attacco di Pearl Harbor il 7 dicembre 1941.
Recuperata nel 1943 (ma mai riparata), venne venduta per essere demolita, ma affondò mentre veniva trainata dai rimorchiatori nel 1947.
La nave fu premiata con una Battle star per il suo operato durante la seconda guerra mondiale.

## Costruzione

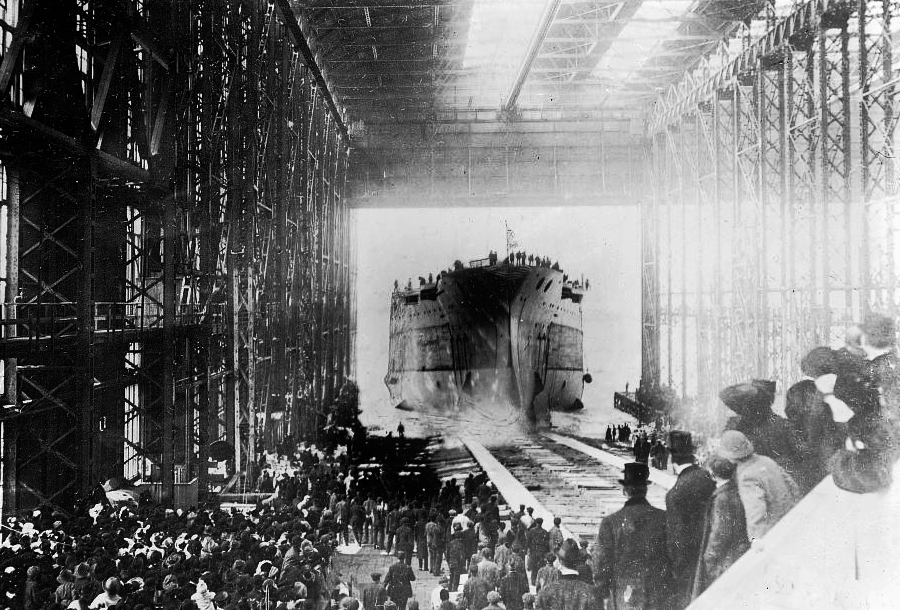
Il varo avvenuto il 23 marzo 1914

Prevista dal Naval Appropriation Act del 1911, l'Oklahoma fu l'ultima nave dell'United States Navy a montare un motore a tripla espansione al posto delle turbine a vapore, fatto questo che causò eccessive vibrazioni per tutta la vita della nave. La costruzione dell'Oklahoma iniziò il 26 ottobre 1911 ad opera della New York Shipbuilding Corporation, che mise sul piatto 5.296.000 $: il 12 dicembre era completa per circa l'11% e per il 13 luglio 1913 i lavori erano progrediti fino al 33%. Il varo, avvenuto il 23 marzo 1914, vide Lorena J. Cruce, figlia del governatore dell'Oklahoma Lee Cruce, lanciare la classica bottiglia di champagne contro la nave.
L'Oklahoma venne quindi ancorata ad un molo vicino alla nave da battaglia argentina Moreno e all'incrociatore cinese Fei Hung (il futuro Elli della marina militare greca) per la prosecuzione dei lavori. La notte del 19 luglio 1915 scoppiò un incendio nelle torrette di prua dell'Oklahoma, il terzo occorso ad una nave da battaglia statunitense in meno di un mese. Le successive indagini stabilirono che il fuoco fu originato da un cattivo isolamento della torretta o da una disattenzione di un operaio. L'incidente ritardò il completamento della nave, che comunque il 23 ottobre 1915 era pronta al 98%.
Il 2 maggio 1916 l'US Navy mise ufficialmente in servizio l'Oklahoma a Filadelfia (Pennsylvania), agli ordini del Captain (capitano di vascello) Roger Welles.

## Storia

### Scorta presidenziale
La prima assegnazione dell'Oklahoma fu Norfolk (Virginia), come parte dell'Atlantic Fleet (flotta dell'Atlantico). L'equipaggio si addestrò lungo la East Coast fino 13 agosto 1918, quando si unì alla sorella Nevada per scortare i convogli Alleati nelle acque europee (era in corso la prima guerra mondiale). Quando il conflitto era ormai terminato, fu tra le navi che salparono il 14 dicembre da New York per scortare il presidente Woodrow Wilson in Francia, quindi fece ritorno a Cuba per ulteriori esercitazioni. L'Oklahoma tornò a Brest (Francia) il 15 giugno 1919 per scortare Wilson nel suo secondo viaggio in Europa, quindi ritornò in Patria, a New York, l'8 luglio.
Nel 1918 l'Oklahoma diminuì da venti a dodici i cannoni da 130 mm.

### 1920 – 1929
Ancora con l'Atlantic Fleet per tutto il 1920-21, in quest'ultimo anno l'Oklahoma viaggio lungo la costa orientale dell'America Meridionale intraprendendo esercitazioni militari con la Pacific Fleet (flotta del Pacifico) presenziando inoltre al centennale dell'indipendenza del Perù. Passata sotto il comando della Pacific Fleet per i successivi sei anni, intraprese nel 1925 con la Battle Fleet (flotta da battaglia) una crociera verso l'Australia e la Nuova Zelanda.
All'inizio del 1927 era in forza alla Scouting Fleet, con la quale continuò l'attività di addestramento imbarcando, nell'estate dello stesso anno, un gran numero di midshipman (guardiamarina) lungo tutta la East Coast per una crociera verso il Canale di Panama e San Francisco, tornado poi a Cuba e Haiti. Tra il 1927 e il 1929, a Filadelfia (Pennsylvania), vennero riaggiunti gli otto cannoni da 130 mm tolti nel 1918.

### Evacuazione degli statunitensi in Spagna
L'Oklahoma ritornò nel 1929 con la Scouting Fleet per esercitarsi nei Caraibi, salvo poi fare rotta verso la West Coast, dove giunse nel giugno 1930, per ulteriori operazioni d'addestramento protrattesi fino alla primavera 1936. In quell'anno trasportò alcuni midshipman nell'Europa settentrionale per una crociera d'addestramento, ma lo scoppio della guerra civile spagnola l'obbligò a cambiare il piano di viaggio dirigendosi a Bilbao, dove attraccò il 24 luglio 1936 per imbarcare i cittadini statunitensi e altri rifugiati politici, questi ultimi fatti poi sbarcare a Gibilterra o in porti francesi. La nave da battaglia intraprese il viaggio di ritorno toccando Norfolk l'11 settembre e la West Coast il 24 ottobre.
Seguì un nuovo periodo di addestramento di quattro anni in seno alla Pacific Fleet, in operazioni congiunte con l'US Army e con i riservisti della marina.

### La fine a Pearl Harbor

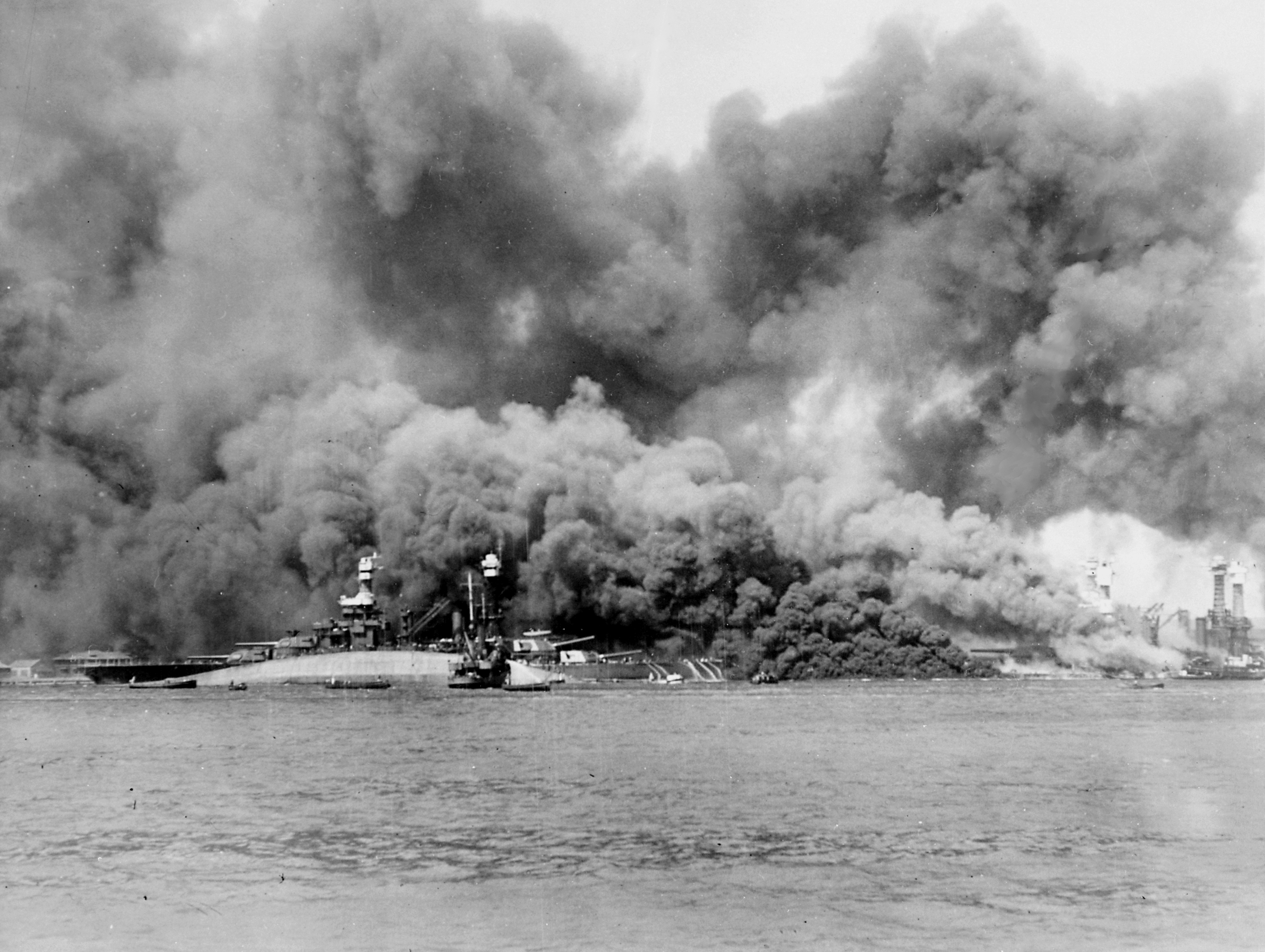
La USS Oklahoma capovolta in una foto scattata durante l'attacco di Pearl Harbor

L'Oklahoma venne assegnata alla base di Pearl Harbor il 6 dicembre 1940. Tornò solo due volte nel continente: la prima volta, agli inizi del febbraio 1941, approdò alla base della marina dello Stretto di Puget per montare nuove armi contraerei e aumentare la corazzatura della sovrastruttura, mentre la seconda volta fece scalo a San Pedro (Los Angeles), verso la metà dell'agosto di quello stesso 1941, per lavori di ristrutturazione alla corazzatura. Sulla via del ritorno alle Hawaii l'Oklahoma incappò, il 22 agosto, in una tempesta che provocò un disperso (caduto in mare) e tre feriti. La mattina successiva si venne a scoprire che il ponte di dritta aveva subito danni tali da costringere la nave a invertire la rotta verso San Francisco, dove rimase due mesi per le dovute riparazioni.
Tornata quindi alle Hawaii, subì l'attacco giapponese il 7 dicembre 1941: affiancata a destra dalla USS Maryland, l'Oklahoma venne raggiunta da tre siluri e cominciò a capovolgersi, quindi fu colpita con altri due siluri e i membri dell'equipaggio che si erano gettati in mare furono oggetto di mitragliamenti da parte degli aerei nipponici. Il capovolgimento, durato in tutto dodici minuti, venne fermato dalla sovrastruttura che toccò il fondale marino. Alcuni uomini furono recuperati da Julio DeCastro, un civile che organizzò una squadra per il recupero, mentre altri si issarono a bordo della Maryland per aiutare le difese. Vi furono comunque 429 tra morti e dispersi più altri 32 feriti; tra essi 3 erano decorati con la Medal of Honor, 3 con la Navy and Marine Corps Medal e 1 con la Navy Cross.

### Salvataggio e affondamento finale

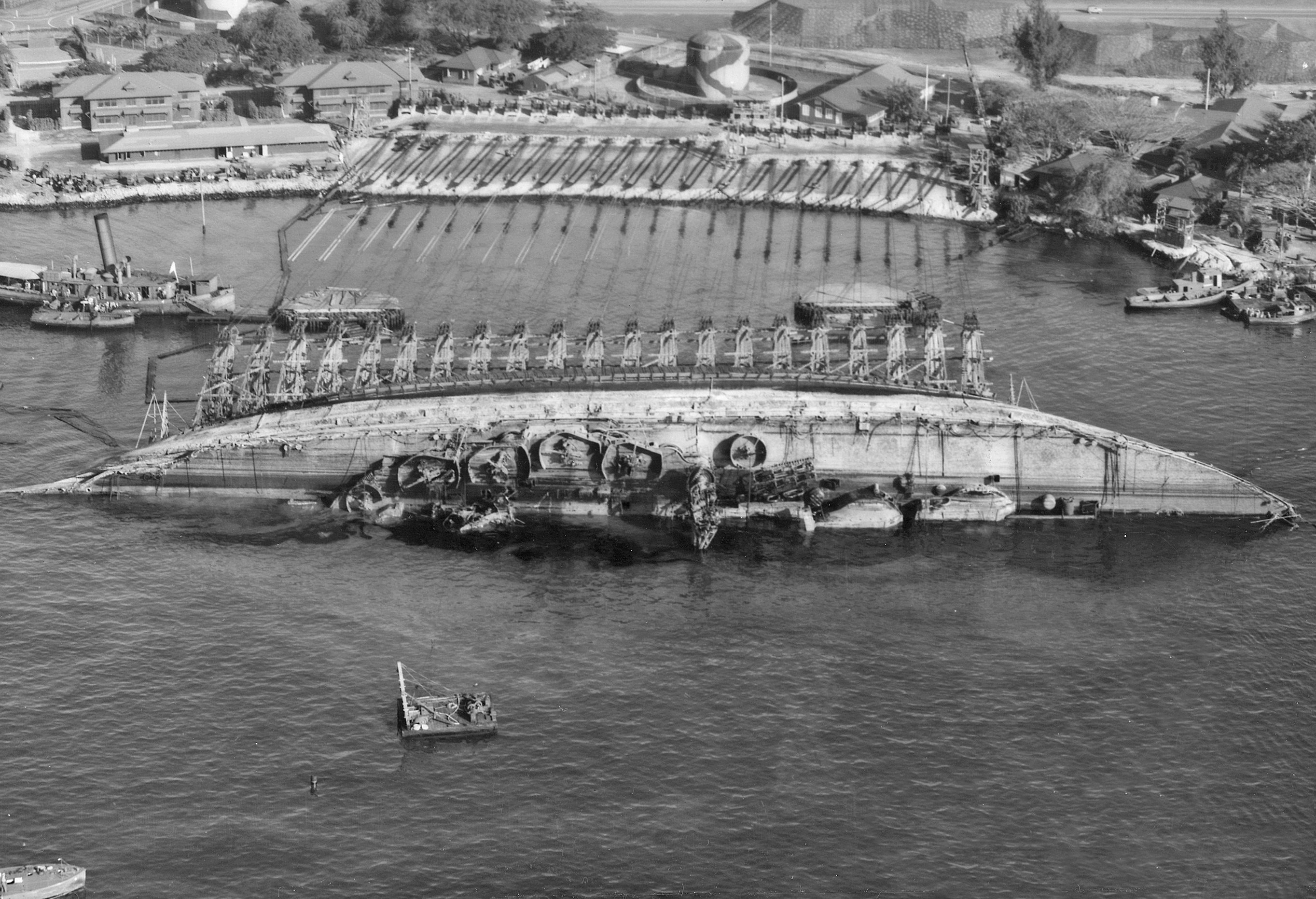
19 marzo 1943, vista aerea delle fasi di recupero dell'USS Oklahoma, inclinata di 90°

Le autorità della base di Pearl Harbor diedero il via al recupero della nave il 15 luglio 1942. Al comando della difficile operazione fu messo il Captain F.H. Whitaker. Dopo più di un anno di lavoro, il 28 novembre 1943 la nave poté essere rimorchiata in un bacino di carenaggio. Radiata ufficialmente dai ranghi dell'US Navy il 1º settembre 1944, l'Oklahoma venne quindi privata dei cannoni e della sovrastruttura. In particolare, i fusti dei cannoni da 356 mm della batteria principale furono installati sulla Pennsylvania, in sostituzione degli originali ormai troppo logorati dall'uso. Il 5 dicembre 1946 fu venduta alla Moore Drydock Company di Oakland.
Nel 1947 i rimorchiatori Hercules e Monarch erano pronti a trasportare l'ex nave da battaglia in California, ma il 17 maggio, a circa 805 km dalle Hawaii, si accorsero che il loro carico imbarcava acqua. Avvisata la base delle Hawaii, ricevettero l'ordine di ritornare indietro, ma la pesante Oklahoma li stava trascinando con lei verso il fondo marino. Grazie all'accorgimento che i capitani dei due rimorchiatori, Kelly Sprague e George Anderson, avevano preso prima della partenza allentando i cavi da rimorchio, questi poterono essere sganciati permettendo sia all'Hercules che al Monarch di evitare l'affondamento.
Nel 2006 l'US Navy recuperò parte dei resti dell'Oklahoma da Pearl Harbor e, nel 2010, li inviò via aerea alla Tinker Air Force Base in Oklahoma, da dove furono quindi trasportati a Muskogee per essere esposti al memoriale di guerra sito nella città. In precedenza, il 7 dicembre 2007, un altro memoriale a ricordo dell'Oklahoma era già stato inaugurato nell'Isola Ford, nelle Hawaii, proprio fuori l'entrata della nave museo Missouri, la quale poggia proprio dove affondò l'Oklahoma.

### Siti web
- (EN) BATTLESHIP BIDS IN.; New York and Fore River Companies May Build Oklahoma and Nevada, in The New York Times, 5 gennaio 1912. URL consultato il 17 gennaio 2012.
- (EN) NAVY YARD STILL IN LEAD.; Keeps Its Battleship Construction Ahead of Contract Work, in The New York Times, 13 dicembre 1912. URL consultato il 17 gennaio 2012.
- (EN) TWO BEST WARSHIPS TO BE BUILT FOR US; Constructors Preparing to Lay Keel of a Sister Ship of the Pennsylvania, in The New York Times, 13 luglio 1913. URL consultato il 17 gennaio 2012.
- (EN) GIANT U.S. WARSHIP TAKES THE WATER; Gov. Cruce's Daughter, Half-Indian, Names the Fighting Oklahoma, in The New York Times, 24 marzo 1914. URL consultato il 17 gennaio 2012.
- (EN) TWO FIRES BREAK OUT ON NEW DREADNOUGHT; Attempt to Damage the Oklahoma, Now Nearing Completion, is Suspected, in The New York Times, 20 luglio 1915. URL consultato il 17 gennaio 2012.
- (EN) NAVY INVESTIGATING FIRES ON OKLAHOMA; Inspector at Camden Ship Plant Will Examine All Men Working on Dreadnought, in The New York Times, 21 luglio 1915. URL consultato il 17 gennaio 2012.
- (EN) No Title, in The New York Times, 22 luglio 1915. URL consultato il 17 gennaio 2012.
- (EN) THE NEVADA LEAVES QUINCY.; New Dreadnought Coming Here to Begin Her Speed Trials, in The New York Times, 23 ottobre 1915. URL consultato il 17 gennaio 2012.
- (EN) Dictionary of American Naval Fighting Ships, Oklahoma, su history.navy.mil, United States Department of the Navy. URL consultato il 19 gennaio 2012 (archiviato dall'url originale il 9 ottobre 2008).